# Ronald Brautigam

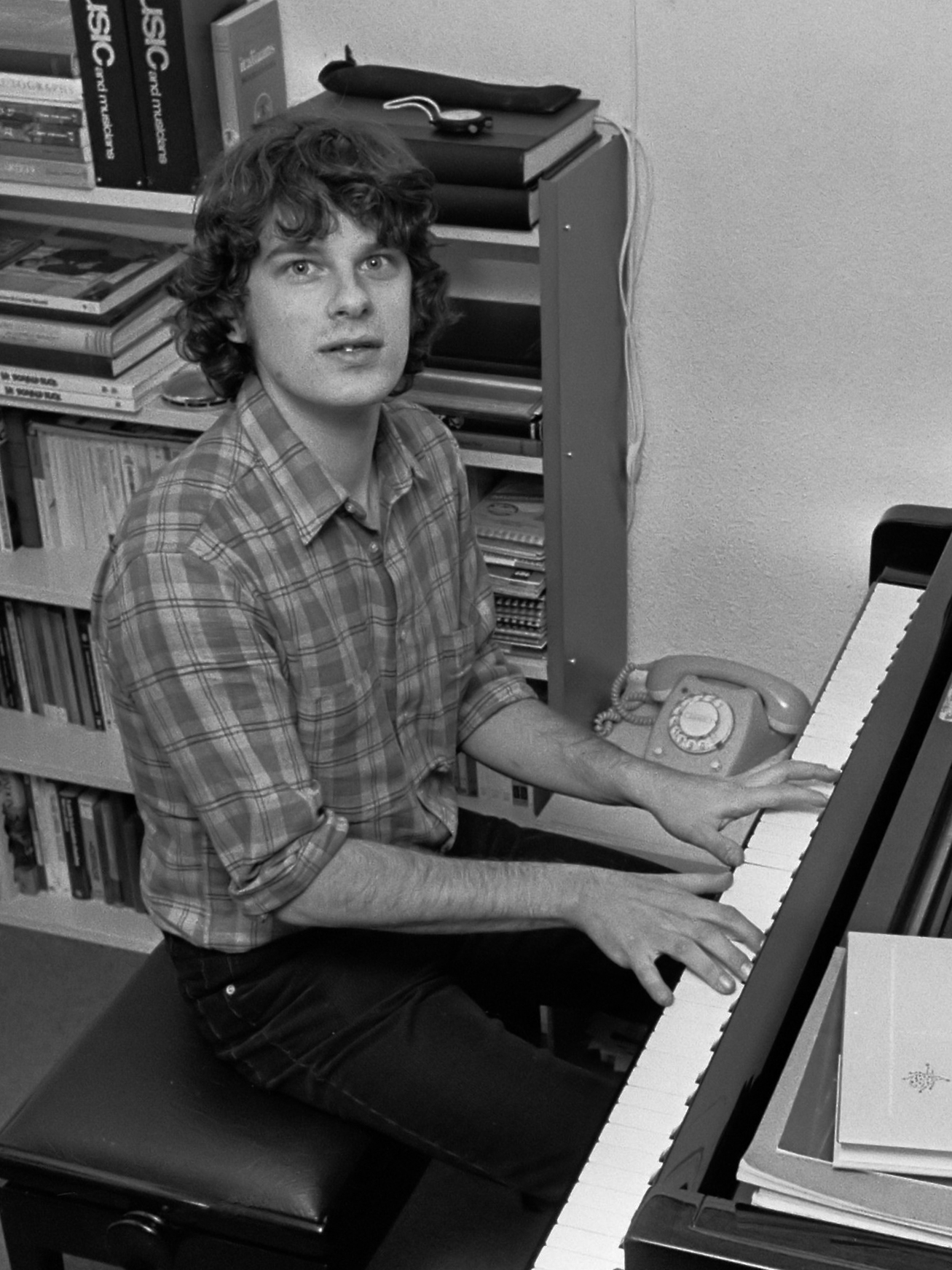
Ronald Brautigam (1981)

Ronald Brautigam (* 1. Oktober 1954 in Amsterdam) ist ein niederländischer Pianist.

## Leben
Ronald Brautigam studierte in Amsterdam, London und in den USA bei Rudolf Serkin. 1984 erhielt er den „Nederlandse Muziekprijs“, die höchste musikalische Auszeichnung des Landes. Seither musiziert Brautigam mit  internationalen Orchestern.
Neben seinen Auftritten mit modernen Instrumenten gilt Brautigam als einer der  Exponenten des Hammerklaviers. 2004 erschien die erste Folge eines 17-teiligen, auf dem Hammerflügel eingespielten Beethoven-Zyklus.
Ronald Brautigam lebt mit seiner Frau Mary in Amsterdam.

## Aufnahmen
- Ronald Brautigam, Isabelle van Keulen. Grieg, Elgar, Sibelius: Music for Violin and Piano. Challenge.
- Ronald Brautigam. Joseph Haydn, Wolfgang Amadeus Mozart, Ludwig van Beethoven: Complete works for solo piano. Hammerflügel nach Conrad Graf, Anton Walter und Johann Andreas Stein von Paul McNulty. Bis Records
- Ronald Brautigam. Felix Mendelssohn: Piano Concertos. Hammerflügel nach Pleyel von Paul McNulty. Bis Records
- Ronald Brautigam, Peter Masseurs, Royal Concertgebouw Orchestra, Riccardo Chailly. Dmitri Shostakovich: Piano Concerto No. 1, Op. 35. London Classics.
- Ronald Brautigam, Sharon Bezaly. Prokofiev, Schubert, Dutilleux, Jolivet. Works for Flute and Piano. Bis Records.
- Ronald Brautigam, Nobuko Imai. Max Reger: Works for Viola. Bis Records.